# Hegyesd
Hegyesd là một thị trấn thuộc hạt Veszprém, Hungary. Thị trấn này có diện tích 11,05 km², dân số năm 2010 là 153 người, mật độ 14 người/km².